# Symplocos benthamii
Symplocos benthamii är en tvåhjärtbladig växtart som beskrevs av Gürke. Symplocos benthamii ingår i släktet Symplocos och familjen Symplocaceae. Inga underarter finns listade i Catalogue of Life.